# Adolf Eckstein (Verleger)
Adolf Eckstein oder Adolph Eckstein (geboren 1842 in Carani; gestorben 10. Dezember 1904 in Lichterfelde bei Berlin) war ein Heliograveur, Verleger und Journalist. Um 1900 betrieb er zudem ein eigenes fotografisches Atelier in Charlottenburg.

## Publikationen (Auswahl)
- Das Kunstgewerbe. Die Kunstgewerbetreibenden in Wort und Bild, Berlin: A. Eckstein, [um 1900][4]
  - Separat-Abdruck aus dem Prachtwerke „Das Kunstgewerbe, die Kunstgewerbetreibenden in Wort und Bild“ / Wilhelm Lambrecht, 4 Blatt, illustriert, Berlin: Eckstein, [ca. 1941][5]
- Werkstätten für Kunst und Kunstgewerbe 1887–1912, Berlin: Eckstein [1913] (= Deutsche Industrie – Deutsche Kultur, Jahrgang 9, Nr. 3)
- Industrielle. Vertreter Deutscher Arbeit in Wort und Bild. Biographische Sammlung, Berlin: Adolf Eckstein, [um 1916], mehrere Ausgaben.[6]

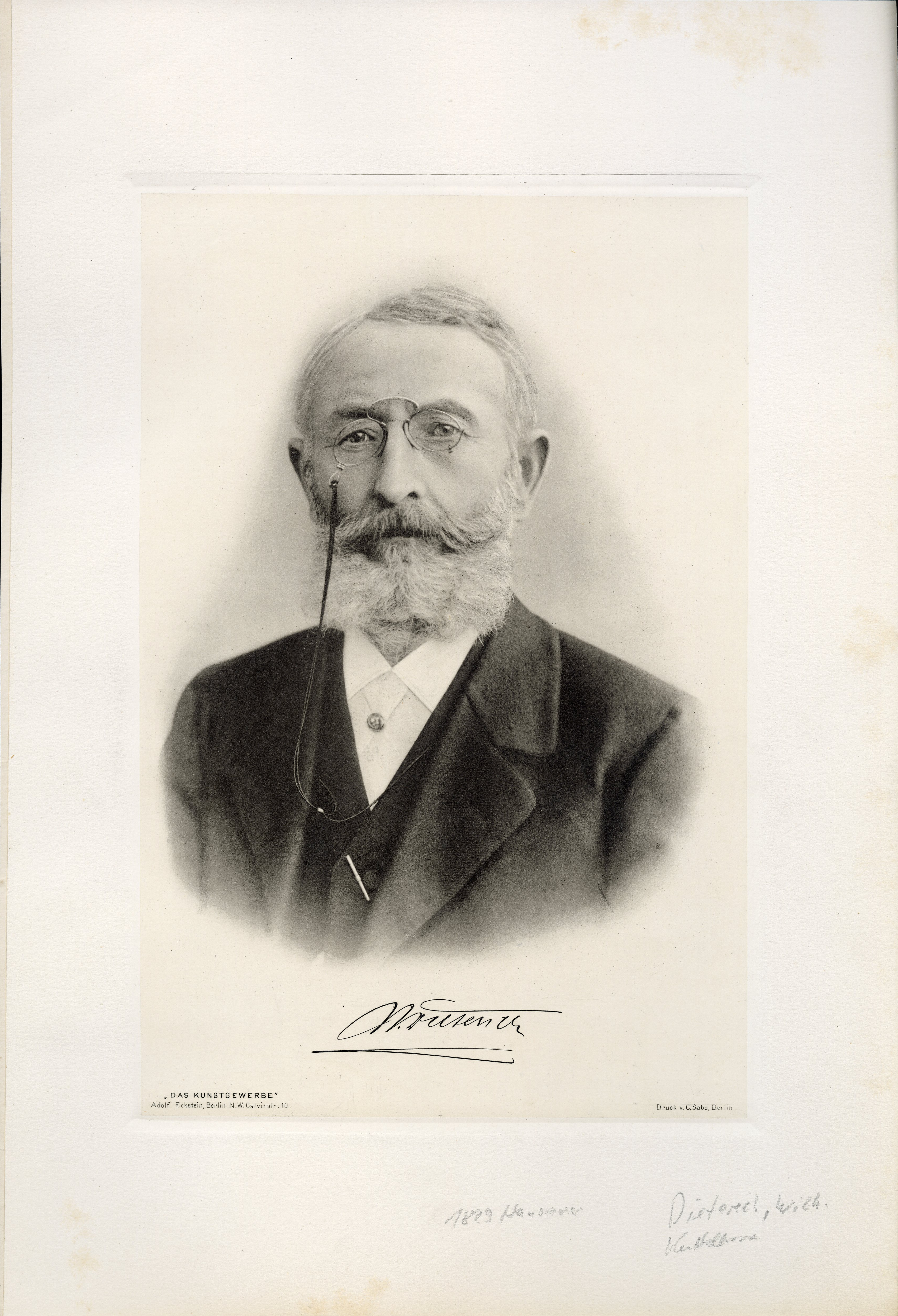
Der Brückenbauer und Industrielle Wilhelm Dieterich, Photogravure aus der Druckerei von Carl Sabo, Berlin, circa 29 cm × 42,5 cm
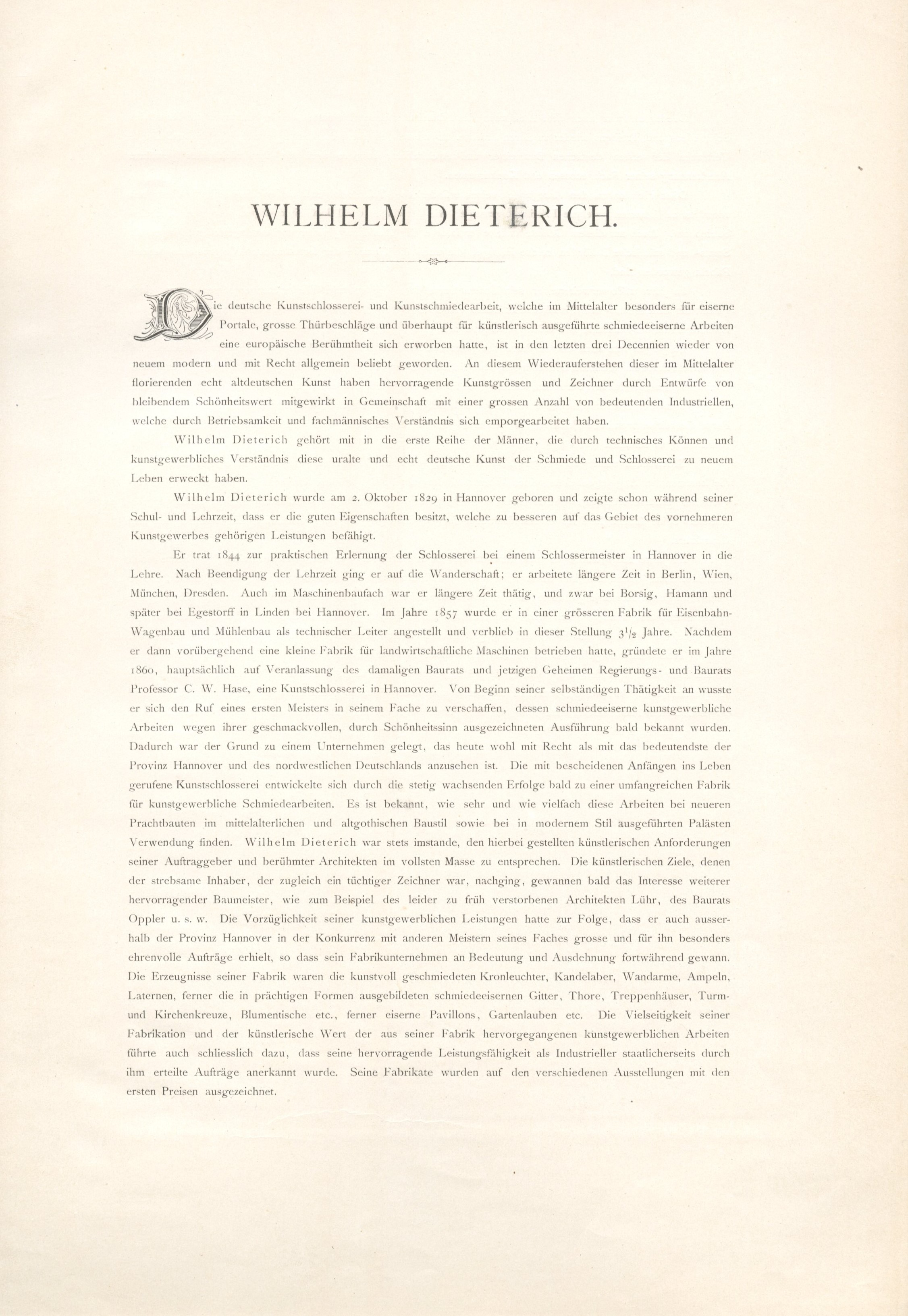
Gleichgroßes Beiblatt mit der Biografie zu Wilhelm Dieterich; aus Ecksteins Mappenwerk Das Kunstgewerbe. Die Kunstgewerbetreibenden in Wort und Bild, um 1897
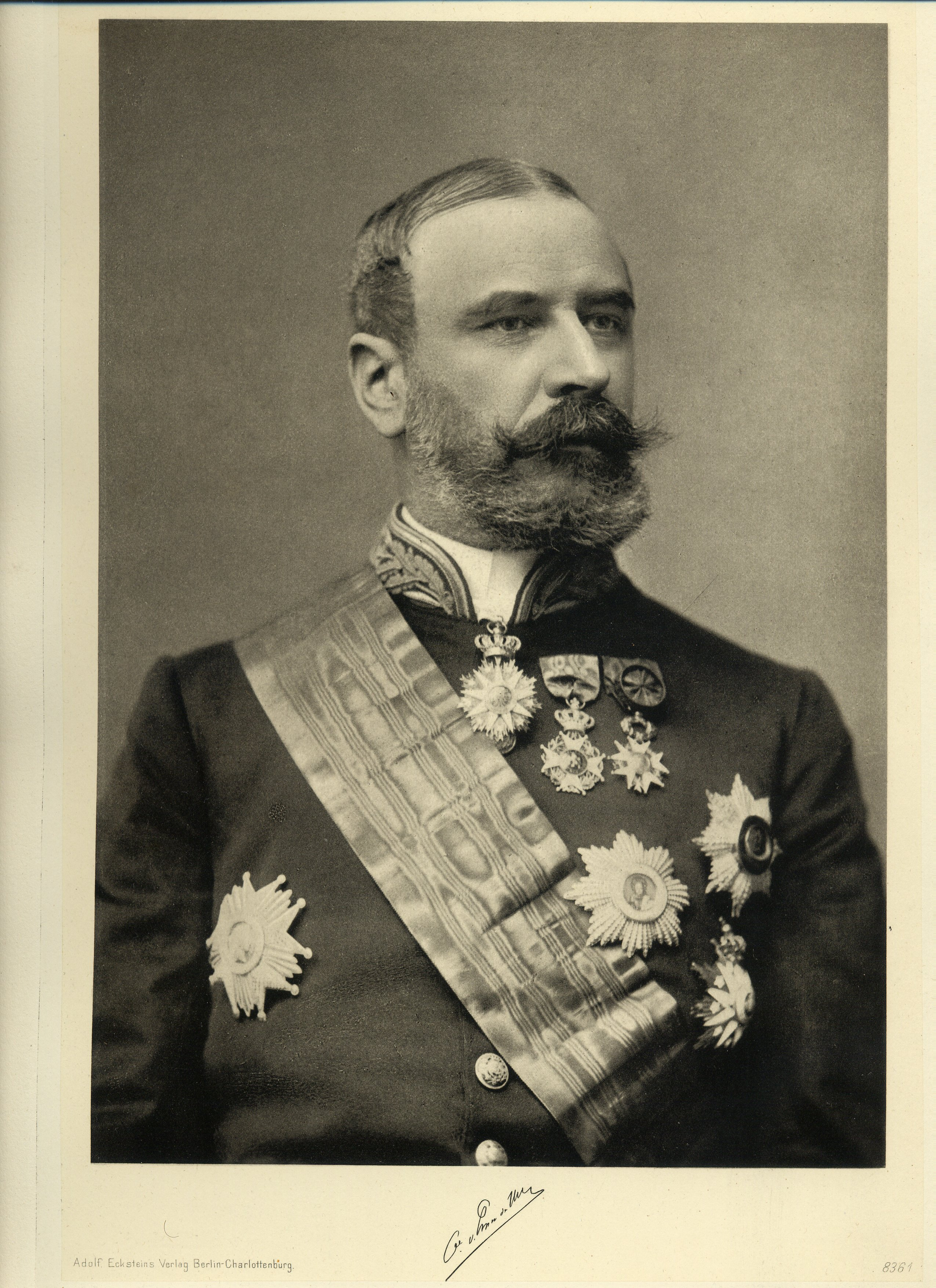
Der belgische Premierminister Paul de Smet de Naeyer
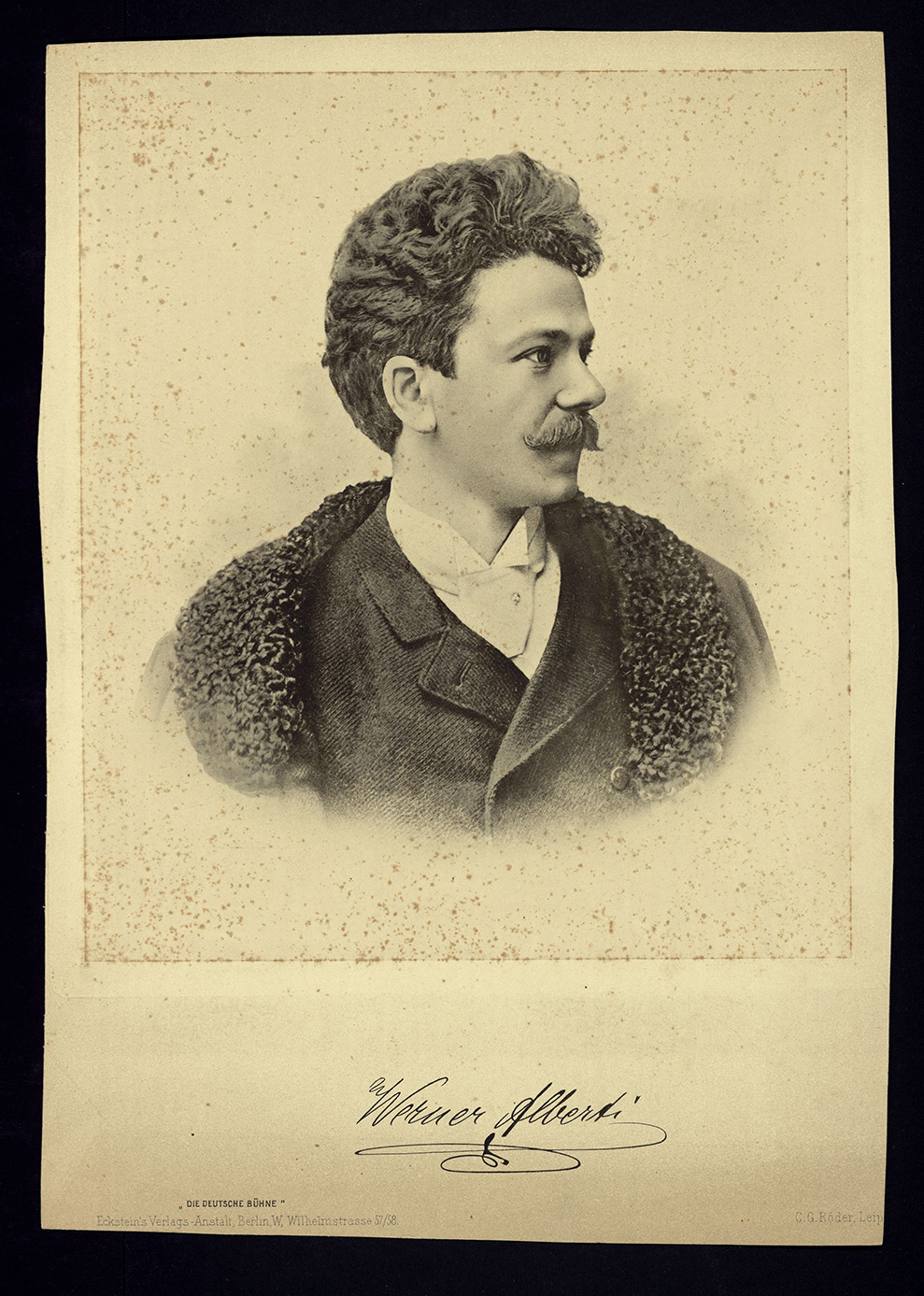
Lithografie von „Eckstein's Verlags-Anstalt“ (Berlin W, Wilhelmstraße 57/58) des Opernsängers Werner Alberti mit faksimilierter Unterschrift des Künstlers
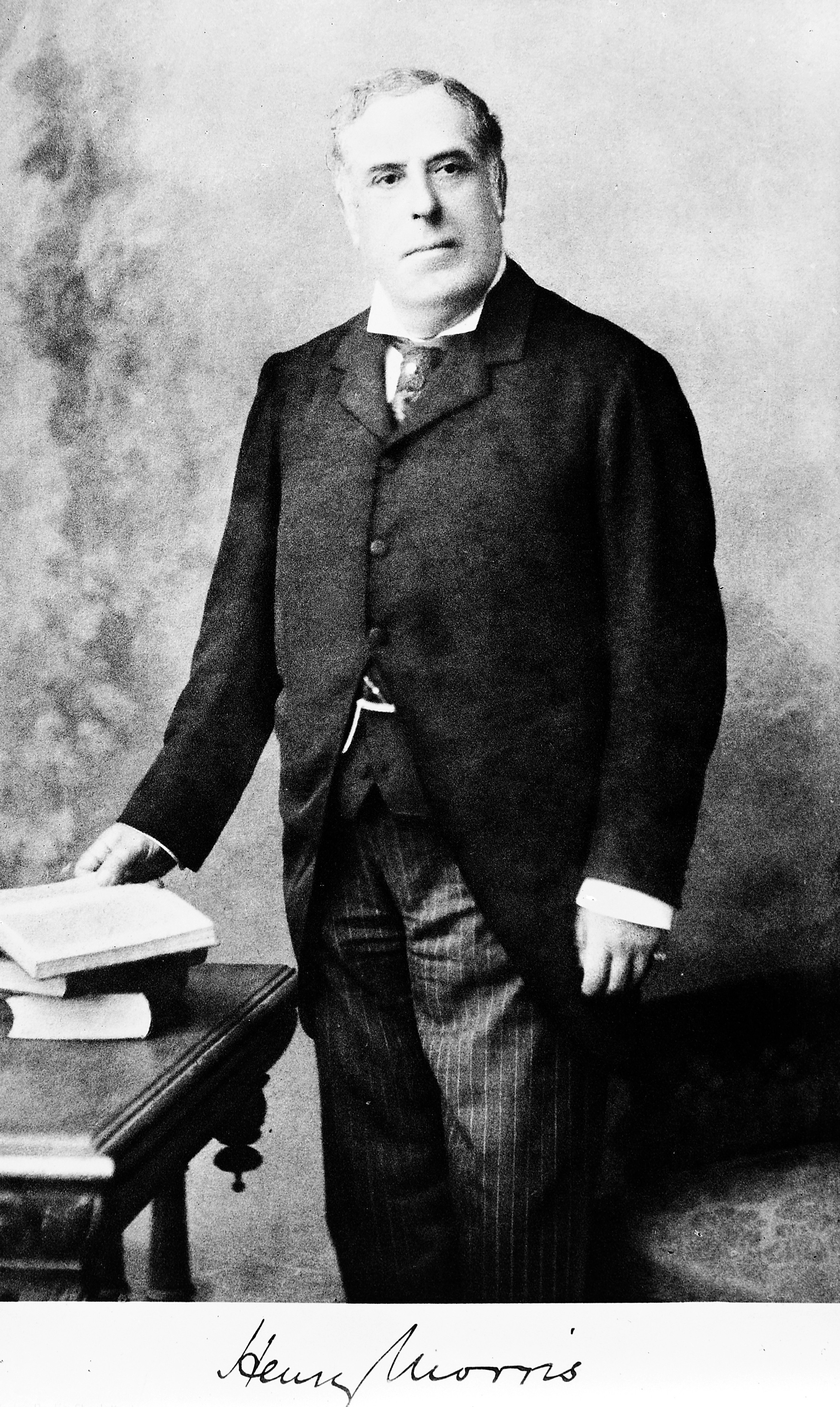
Der britische Mediziner Sir Henry Morris
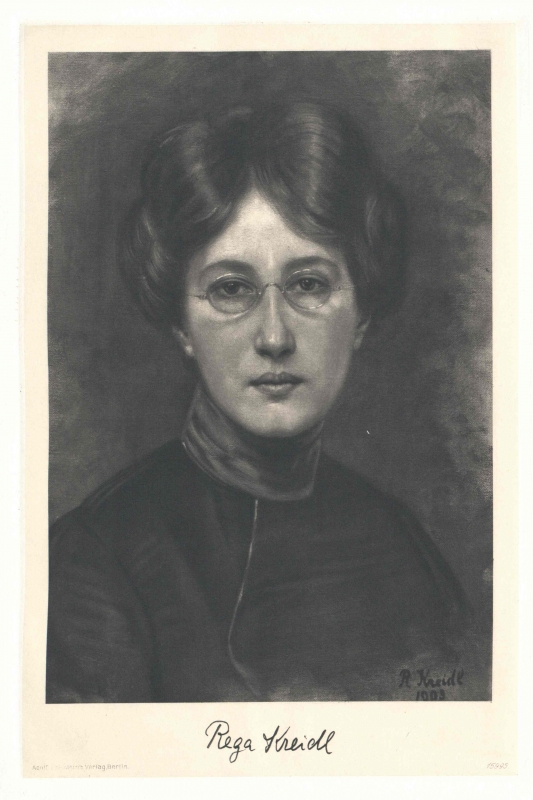
Photogravure der österreichischen Malerin Regina Kreidl
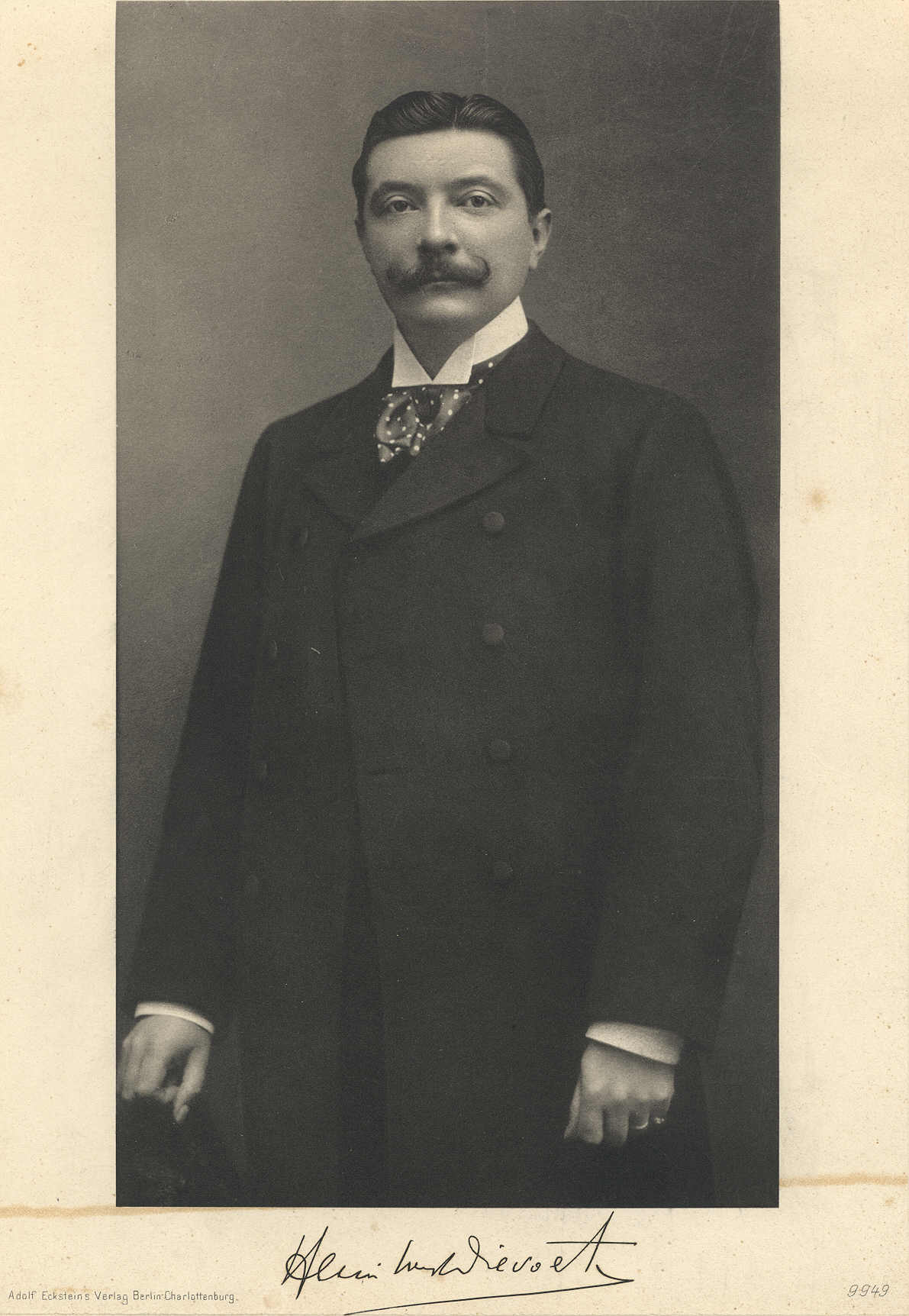
Der belgische Architekt Henri van Dievoet